# Sabine Peters (Schauspielerin)

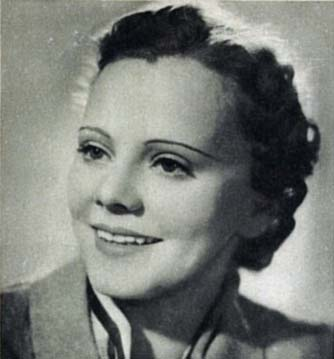
Sabine Peters, um 1935

Sabine Peters (* 29. Januar 1913 in Berlin; † 10. Oktober 1982 in München) war eine deutsche Theater- und Filmschauspielerin.

## Leben und Wirken
Die Kaufmannstochter wurde 1932 nach dem Schauspielstudium bei Ilka Grüning mit 19 Jahren direkt in das Ensemble um Agnes Straub am Berliner Theater am Kurfürstendamm übernommen, wo sie bis 1938 engagiert war. In dem Jahr hatte sie auch ihr Filmdebüt in dem Film Acht Mädels im Boot. Im Jahr darauf spielte sie bereits an der Seite mehrerer bedeutender Schauspieler dieser Zeit in dem Film Reifende Jugend. Neben Hertha Thiele, Albert Lieven und Paul Henckels agierte sie zusammen mit Heinrich George.		
Der Schauspieler und Regisseur Fritz Kampers engagierte sie für den Schwank Konjunkturritter mit dem berühmten Volksschauspieler Weiß Ferdl. Zusammen mit Geraldine Katt und Lil Dagover gelang ihr dann 1936 in dem Ufa-Problemfilm Das Mädchen Irene der Durchbruch. Sie spielt darin ein egoistisches junges Mädchen, das die Wiederverheiratung seiner attraktiven Mutter mit allen Mitteln zu verhindern sucht.
Von der Bühne her mit klassischen Rollen vertraut, trat sie 1937 in der Adaption von Gerhart Hauptmanns Der Biberpelz gemeinsam mit Heinrich George, Ida Wüst und Rotraut Richter vor die Kamera. 1938 folgte der Streifen Rätsel um Beate von Johannes Meyer, wieder mit Lil Dagover und an der Seite von Albrecht Schoenhals.
Verheiratet war Sabine Peters mit dem Opernsänger Willi Domgraf-Fassbaender. Aus dieser Ehe stammt die 1939 geborene Tochter Brigitte Fassbaender, die später eine bedeutende Mezzo-Sopranistin wurde. Nach 1945 trat Sabine Peters hauptsächlich am Theater auf. Ihre letzte Rolle hatte sie 1980 in der Fernsehadaption von Die Weber als Frau Hilse.

## Filmografie
- 1932: Acht Mädels im Boot
- 1932: Traum von Schönbrunn
- 1933: Reifende Jugend
- 1934: Konjunkturritter
- 1934: Meine Frau, die Schützenkönigin
- 1934: Der Schrecken vom Heidekrug
- 1934: Aufschnitt
- 1936: Das Schloß in Flandern
- 1936: Das Mädchen Irene
- 1936: Patentkunstschloß
- 1936: Fahrerflucht
- 1936: Die Hochzeitsreise
- 1937: Die gläserne Kugel
- 1937: Man spricht über Jacqueline
- 1937: Die Kronzeugin
- 1937: Unter Ausschluß der Öffentlichkeit
- 1937: Fremdenheim Filoda
- 1937: Der Biberpelz
- 1938: Rätsel um Beate
- 1938: Die 4 Gesellen
- 1938: Die Nacht der Entscheidung
- 1938: Ein Lied von Liebe
- 1938/50: Preußische Liebesgeschichte
- 1940: Herz ohne Heimat
- 1941: Friedemann Bach
- 1942: Die heimlichen Bräute
- 1943: Floh im Ohr
- 1944: Ein schöner Tag
- 1944: Ich bitte um Vollmacht
- 1944/49: Der Posaunist
- 1949: Figaros Hochzeit
- 1980: Die Weber (TV)
- 1980: Unsere heile Welt – Kleine Schule für große Leute (TV)